# 漱石山房の冬
『漱石山房の冬』（そうせきさんぼうのふゆ）は芥川龍之介の短編小説（掌編小説）である。1923年（大正12年）1月に、『サンデー毎日』に掲載された。夏目漱石についての回想を綴った作品である。
芥川にはこのほかに、漱石を「さうしてその机の後、二枚重ねた座蒲団の上には、何処か獅子を想はせる、脊の低い半白の老人が、或は手紙の筆を走らせたり、或は唐本の詩集を飜えしたりしながら、端然と独り坐つてゐる」と描写した「漱石山房の秋」（1920年『大阪毎日新聞』）や、漱石の葬儀の時のことを書いた「葬儀記」（1917年『新思潮』）といった作品がある。

## 内容
漱石の家（漱石山房）を訪れた何度かの思い出が書かれる。漱石没後、M（漱石の娘と結婚した松岡譲）に案内されて、かつて訪れた部屋を見て感慨にふける。大学生時代の芥川がK（久米正雄）と最初に漱石を訪れた時、漱石は「自分はまだ生涯に三度しか万歳を唱へたことはない」という話をして、芥川らは部屋の寒さに震えていた。別の日には漱石から「文を売つて口を餬するのも好い。しかし買ふ方は商売である。それを一々註文通り、引き受けてゐてはたまるものではない。貧の為ならば兎に角も、慎むべきものは濫作である」という助言をうけたことが記される。漱石の没後、漱石山房を訪れた時に家族から、部屋の寒さに対して漱石が「京都あたりの茶人の家と比べて見給へ。天井は穴だらけになつてゐるが、兎に角僕の書斎は雄大だからね」と傲語していた話を聞く。「穴は今でも明いた儘である。」